# La Questione Sociale (Argentina)
La Questione Sociale fue un periódico anarcocomunista en lengua italiana de Buenos Aires, editado entre 1885 y 1886 por Errico Malatesta a su llegada a la Argentina, homónimo del periódico que había fundado en Florencia, Italia. Entre 1894 y 1896 fue reeditado por Fortunato Serantoni.

## Historia
El primer ejemplar apareció el 22 de agosto de 1885 y se publicarán catorce números hasta 1886. En sus páginas se expresaban las ideas del comunistas libertarias del Círculo de Estudios Sociales de Buenos Aires, que había fundado Malatesta. La intención del periódico se debió a que se consideraba en dicho Círculo que era el medio más idóneo para elevar el desarrollo intelectual de los obreros. Además, desde el periódico se podría mantener una polémica con el grupo de italianos republicanos de Buenos Aires, que editaban L'Amico del Popolo. En una asamblea del Círculo el 23 de noviembre de 1885, se decidió finalizar su publicación y pasar a editar folletos y libros, debido a que los republicanos de L'Amico del Popolo se rehusaron a debatir desde sus páginas.

## Segunda época
El 15 de julio de 1894 fue reeditado por Fortunato Serantoni. Tuvo una presentación de estética cuidada, periodicidad mensual y 32 páginas. Se editaban artículos en italiano, como en los años de Malatesta, pero con preponderancia del castellano. 
La revista se definió "socialista anárquica". Desde sus páginas se polemizaba con los editores de El Perseguido, defensores del antiorganizacionismo y el anarquismo individualista. En cambio, sus ideas eran coincidentes con las de El Oprimido de Juan Creaghe y La Protesta Humana. Las ideas de Serantoni continuaban el organizacionismo de Malatesta y criticaban a los individualistas.
La publicación considerada de alto nivel intelectual, editó textos de Eliseo Reclus, Piotr Kropotkin, Juan Montseny, José Prat, Ricardo Mella, Anselmo Lorenzo, Soledad Gustavo, etc. Fue de estilo moderado y crítico a la propaganda por el hecho. Todos los años editaba un Almanaque con artículos de teóricos y poemas anarquistas que se distribuía por todo el mundo.
A partir del Nº 22, en agosto de 1896, pasó al formato de ocho páginas y comenzó a imprimirse como suplemento de El Oprimido. El 30 de octubre de ese año suspendió su publicación.